# Alta Normandia
L'Alta Normandia (Haute-Normandie en francès, Ĥâote-Normaundie en normand) fou una regió de França.

## Història
La regió de l'Alta Normandia va ser creada, com les altres regions de la França metropolitana, l'any 1956. Correspon a la part oriental de l'antiga província de Normandia, essent aquesta divisió del territori normand en dues regions, l'Alta i la Baixa Normandia, motiu de força polèmica.

## Geografia
La regió de l'Alta Normandia limita amb les regions de la Picardia, l'Illa de França, el Centre - Vall del Loira i la Baixa Normandia.
Integren aquesta regió només dos departaments: Sena Marítim i Eure.

## Economia
L'activitat agrícola (cereals, plantes farratgeres i hortalisses) i ramadera (bestiar boví i equí) és escassa.
La indústria s'ha instal·lat principalment a la riba del riu Sena. La indústria més antiga és la tèxtil, que es concentra a la ciutat de Rouen. A la ciutat de Le Havre, destaca la indústria petroquímica, que hi compte amb una refineria de petroli que abasteix la regió metropolitana de París.

## Política
El president del Consell Regional de l'Alta Normandia és el socialista Alain Le Vern, que ocupa aquest càrrec des de 1998. A les eleccions regionals de 1998, la coalició formada pel Partit Socialista i el Partit Comunista Francès, i que encapçalava Alain Le Vern va obtenir la majoria relativa al Consell Regional. Els socialistes van aconseguir 14 escons i els comunistes 6, que sumats als 3 dels Verds i als 2 de Lluita Obrera van permetre a l'esquerra governar aquesta regió donat que la dreta republicana no va pactar amb la ultradreta, que havia obtingut 10 escons.
L'esquerra va haver d'esperar a les eleccions regionals de 2004 per a poder governar la regió amb majoria absoluta. Amb una candidatura unitària des de la primera volta de les eleccions, l'esquerra va aconseguir a la segona volta el 52,69% dels vots i 36 escons. Van integrar aquesta coalició electoral el Partit Socialista, el Partit Comunista Francès, Els Verds i el Partit Radical d'Esquerra.
No així, Lluita Obrera, que va preferir presentar-se amb la Lliga Comunista Revolucionària. Aquesta candidatura, amb només el 5,59% dels vots emesos a la primera volta, no va aconseguir entrar al Consell Regional.
Pel que fa a la dreta, aquesta va patir un fort retrocés, passant de 20 a 13 escons. La dreta es va presentar dividida a la primera volta de les eleccions, d'una banda la llista formada per la UMP, el Reagrupament per França i el Moviment per França, i de l'altra la llista formada per la Unió per a la Democràcia Francesa i Ciutadania, Acció, Participació per al Segle XXI (CAP 21).
Totes dues llistes es van fusionar de cara a la segona volta. Aquesta unió no va donar però els resultats previstos inicialment, ja que a la segona volta van obtenir gairebé un punt menys que la suma de les dues llistes a la primera volta.
Fort retrocés també el viscut per la ultradreta. L'any 1998, hi havia deu parlamentaris pertanyents a diferents partits polítics d'ultradreta: set parlamentaris eren de l'Entesa Nacional i Identitària, dos del Front Nacional i un del Moviment Nacional Republicà. D'aquest tres partits només el Front Nacional va aconseguir entrar al Consell Regional l'any 2004, amb el 14,59% dels vots emesos a la segona volta i 6 escons.